# 皮奥伊州拉戈伊尼亚
皮奥伊州拉戈伊尼亚（葡萄牙語：Lagoinha do Piauí）是巴西皮奥伊州的一个市镇。总面积67.507平方公里，总人口2557人，人口密度37.9人/平方公里。